# Bo Jonzon

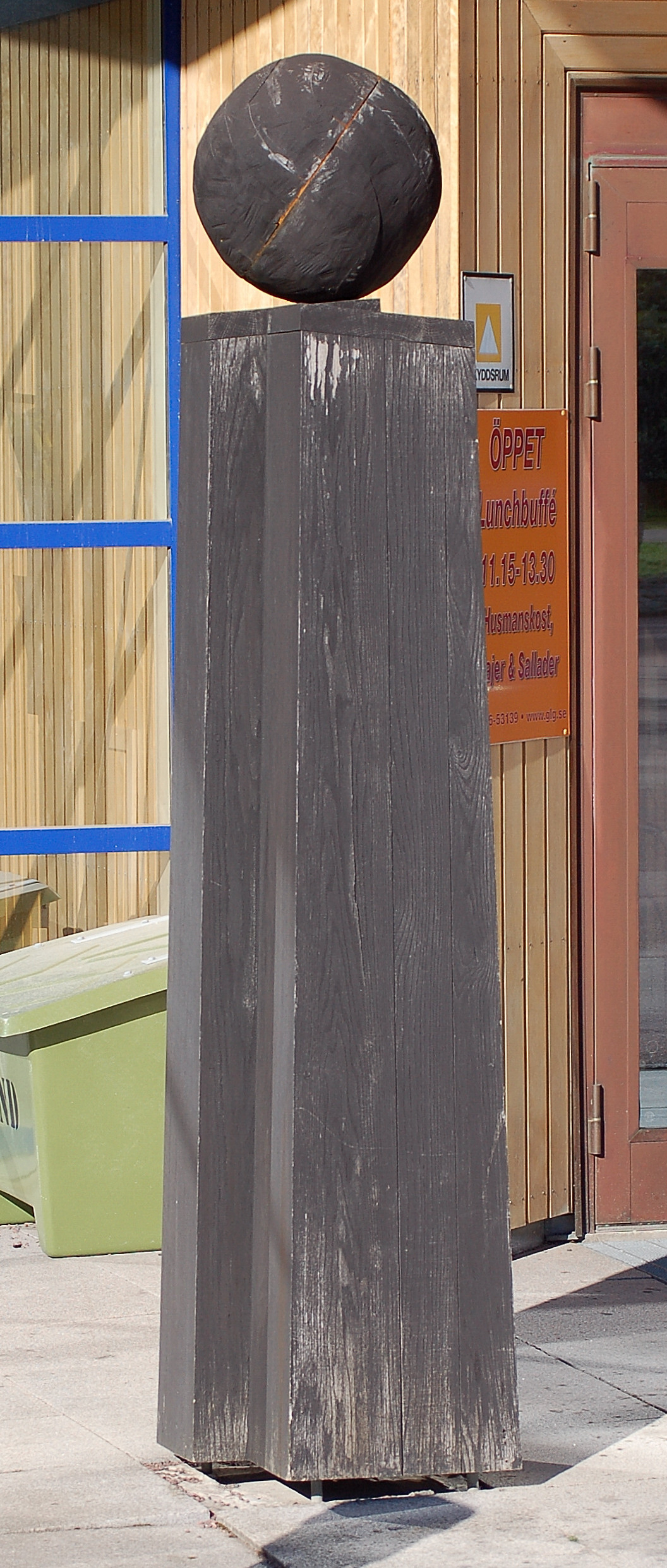
Balanserande klot i Kronoparken Karlstad

Bo Erik Mikael  Jonzon, född 18 september 1951 i Jokkmokk, är en svensk skulptör och grafiker.
Jonzon är uppvuxen i Lysvik i Värmland. Bland hans offentliga utsmyckningar märks sjukhusrestaurangen i Torsby 1998 och träskulpturen Klotet i Kronoparken Karlstad. Vid sidan av sitt eget skapande har han arbetat som konstchef och utställningsproducent vid Värmlands museum och som scenograf och teknisk producent vid Västanå teater.
Jonzon är representerad vid Sundsvalls museum, Värmlands museum, Vänersborgs museum och Åkerby skulpturpark.